# 淡水省區
淡水省區（西班牙語：Tamchuy）是西屬艾爾摩莎的三大省區之一，位於淡水河流域。通用語為巴賽語。